# 第二代亨廷顿伯爵夫人莫德
莫德或马蒂尔达（Maud或Matilda；约1074年–1130/31年）是苏格兰国王大卫一世的王后。征服者威廉的甥孙女及诺森布里亚希华伯爵的孙女。

## 传记
莫德是盎格鲁-撒克逊亨廷顿及北安普顿伯爵瓦尔塞奥夫和他诺曼妻子伦斯的朱迪斯的女儿。她的父亲是最后一个在1066年诺曼征服英格兰后仍十分强大的主要的盎格鲁-撒克逊人伯爵及诺森布里亚伯爵希华之子。她的母亲是征服者威廉的甥孙女。
她大约在1090年同桑利斯的西蒙一世（或桑利斯）。此前，威廉曾试图将莫德的母亲朱迪斯嫁给西蒙。他可能在1090年年底前通过他妻子的权利从威廉·鲁夫斯那里得到了亨廷顿荣誉（其许多土地横跨英格兰东部）。
她和他有三个已知的孩子:
1. 圣利兹的马蒂尔达（莫德，死于1140年）；她嫁给了汤布里奇的罗伯特·菲茨理查；第二次嫁给了昆西的赛尔
2. 圣利兹的西蒙二世（死于1153年）
3. 圣梅尔罗斯的沃尔特奥夫（约1100年–1159/60年）

她第一任丈夫在1111年去世一段时间后，莫德又在1113年和英格兰国王亨利一世的内弟大卫结婚。通过这场婚姻，大卫得到了她妻子在英格兰巨额财产的控制权，以及他自己在坎布里亚郡及斯特拉斯克莱德的领地。他们有四个孩子（两儿两女）：
1. 马尔科姆（出生在1113年或后来，夭折）
2. 亨利（约1114年–1152年）
3. 克拉丽丝（未婚而死）
4. 霍迪娜（未婚夭折）

仔1124年，大卫成为苏格兰国王。莫德父亲不同的两个儿子西蒙和亨利后来争夺亨廷顿伯爵领地。
她在1130年或1130年逝世，葬在帕斯郡斯昆修道院，但有可信度存疑的来源称她死于1147年。